# (2021) Poincaré
(2021) Poincaré – planetoida z pasa głównego asteroid okrążająca Słońce w ciągu 3 lat i 187 dni w średniej odległości 2,31 au. Została odkryta 26 czerwca 1936 roku w Algiers Observatory w Algierze przez Louisa Boyera. Nazwa planetoidy pochodzi od Henriego Poincaré (1854–1912), francuskiego naukowca. Przed nadaniem nazwy planetoida nosiła oznaczenie tymczasowe (2021) 1936 MA.